# Beaulieu (Ardèche)
Beaulieu è un comune francese di 458 abitanti situato nel dipartimento dell'Ardèche della regione dell'Alvernia-Rodano-Alpi.

## Società

### Evoluzione demografica
Abitanti censiti